# Николаевское кавалерийское училище

1854 год. Юнкер В. Н. Лавров, впоследствии генерал-майор.

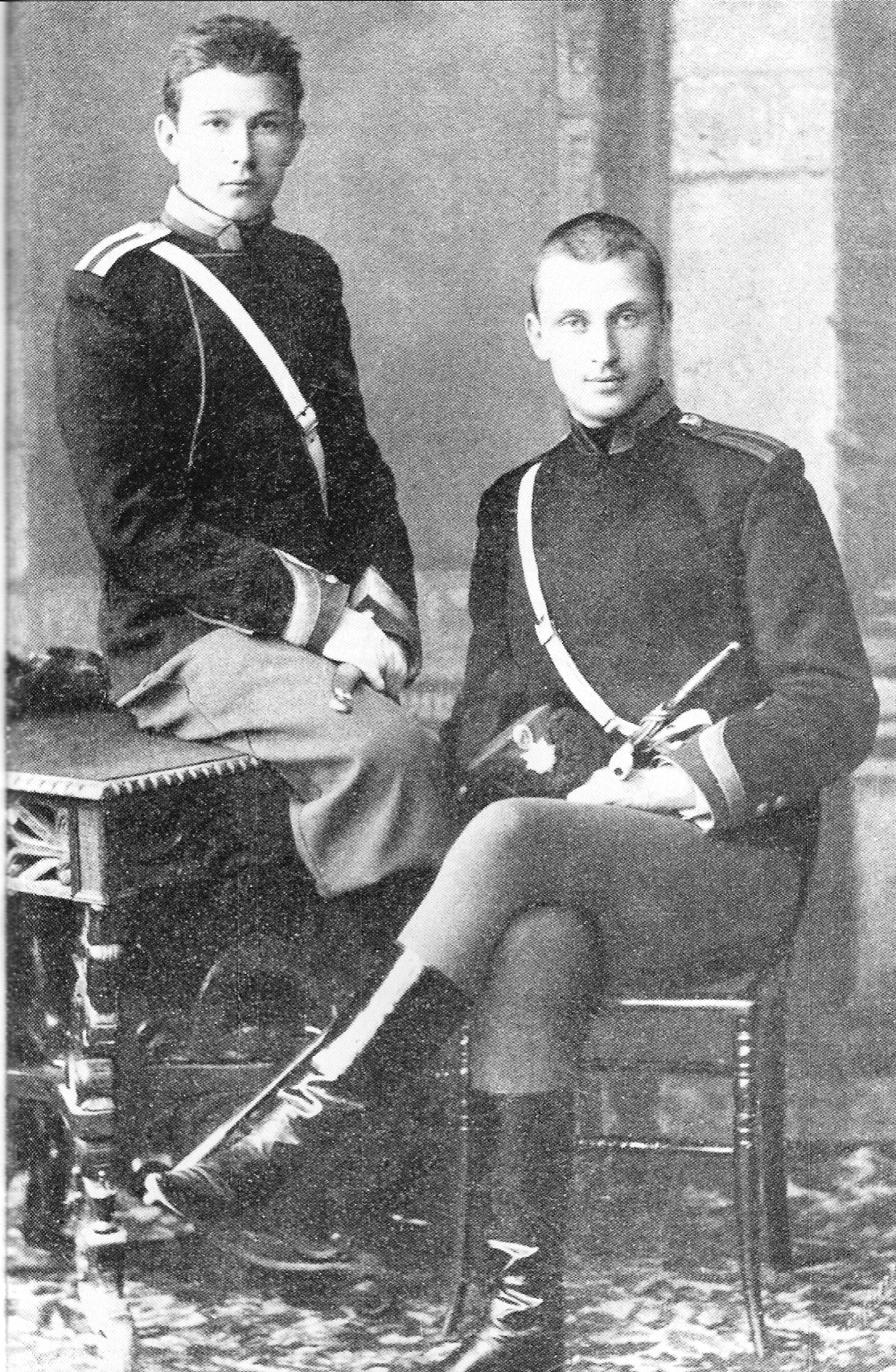
Ефрейтор К. Г. Э. Маннергейм (справа).

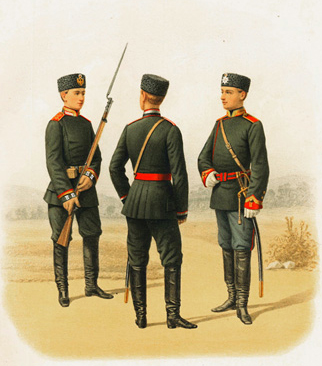
Фельдфебель Николаевского инженерного училища и Юнкер Николаевского кавалерийского училища. Юнкер 1-го Павловского военного училища. 1882 г.

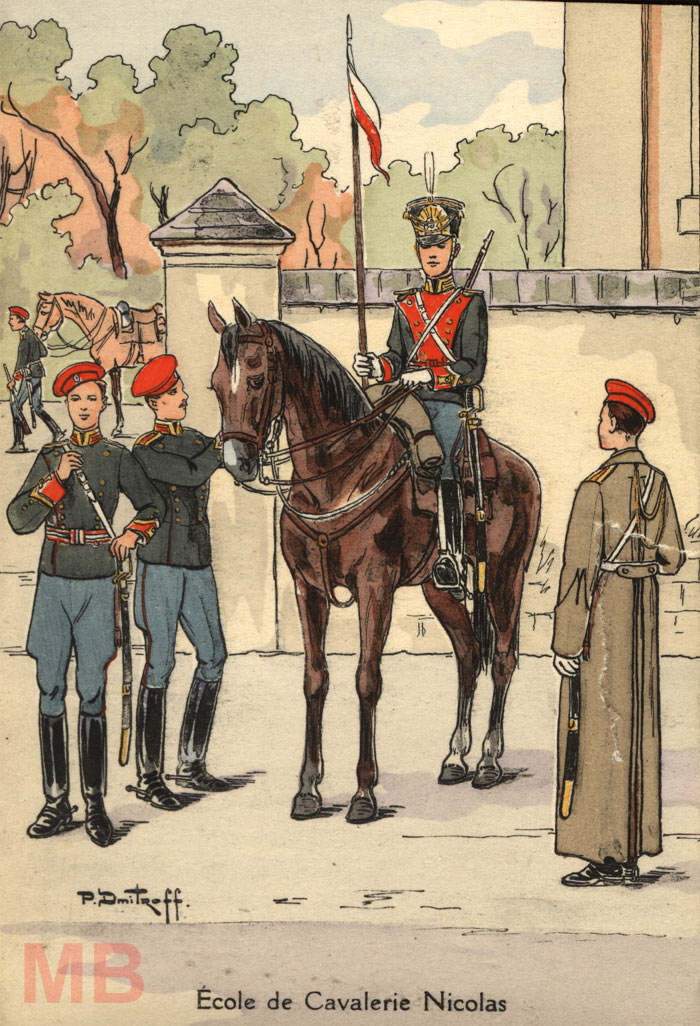
Форма юнкеров времен Первой мировой войны.

Никола́евское кавалери́йское учи́лище — привилегированное военное училище Российской империи, существовавшее в Санкт-Петербурге с 1823 по 1917 год. Выпускниками училища были многие видные военные и гражданские деятели России XIX — начала XX веков.

## История
Идея создать школу подпрапорщиков, действующую постоянно — в отличие от тех, что периодически действовали при штабах, исходила от великого князя Николая Павловича. С 1818 года он был командиром 2-й бригады 1-й гвардейской пехотной дивизии. Зимой 1821—1822 годов Гвардейский корпус перешёл из Санкт-Петербурга в Виленскую губернию и после больших манёвров был оставлен на зимних квартирах в Вильно. Там же находился и 25-летний Николай Павлович. Он обратил внимание, что молодые люди, поступившие в гвардию подпрапорщиками, даже имея хорошее домашнее образование, плохо усваивали воинскую дисциплину. Подпрапорщиков лейб-гвардии Измайловского и Егерьского полков собрали в бригадную квартиру, где преподавали им военное образование. Результаты Николай Павлович посчитал хорошими и, вернувшись в Санкт-Петербург, представил императору Александру I проект постоянно действующей Школы гвардейских подпрапорщиков.
9 мая 1823 года приказом императора Александра I в Санкт-Петербурге, в казармах лейб-гвардии Измайловского полка (набережная Фонтанки, 120), была основана Школа гвардейских подпрапорщиков для обучения молодых дворян, поступавших в гвардию из университетов или частных пансионов и не имевших военной подготовки. В её штате были командир, 1 инспектор классов, 8 обер-офицеров в чине не ниже поручика и 120 слушателей. В школу могли поступить юноши из дворянских семей, не моложе 17 лет. Окончившие двухлетний курс производились в офицеры и выпускались в полки гвардейской кавалерии. Также император определил, что школа будет под главным надзором великого князя Николая Павловича. Командиром школы был назначен полковник лейб-гвардии Измайловского полка П. П. Годейн.
27 августа 1823 года в школе начались занятия. Число поступивших было значительно меньше запланированного. На 1 января 1824 года было 60 обучающихся. За весь 1824 год поступило 9 человек, за 1825 год — 29. На 1 января 1826 года было 64 обучающихся.
Первые два года поступление было возможно в любом месяце. В 1825 году было определено проводить вступительные экзамены ежегодно в октябре.
С августа 1825 года школа располагалась в бывшем дворце графа И. Г. Чернышёва у Синего моста близ Исаакиевской площади (в 1839 году снесён, а на этом месте возведён Мариинский дворец).
В 1826 году при школе сформирован эскадрон юнкеров гвардейской кавалерии, учебное заведение переименовано в Школу гвардейских подпрапорщиков и кавалерийских юнкеров.
В 1837 году особая комиссия подготовила проект преобразования школы в 4-классное училище. Проект дорабатывался и был утверждён императором 15 октября 1838 года. Преобразованная школа была торжественно открыта 1 ноября 1838 года в присутствии великого князя Михаила Павловича. Он же стал высочайшим заведующим и оставался им до смерти в 1849 году. Вскоре после преобразования школа был переведена в другое здание, так как Николай I решил снести бывший дворец графа И. Г. Чернышёва, а на его месте возвести новый дворец в подарок своей дочери Марии Николаевне в честь её помолвки с герцогом Максимилианом Лейхтенбергским. Школу перевели в трёхэтажное здание на углу 12-й роты Измайловского полка и Загородного проспекта, где прежде находилась Кондукто́рская школа (современный адрес Лермонтовский проспект, 54). Перед зданием находился плац лейб-гвардии Измайловского полка, где было отведено место для строевых занятий учащихся. Рядом со зданием школы был построен манеж.
9 января 1843 году высочайшим приказом школа передана в ведение главного начальника военно-учебных заведений, которым на тот момент являлся великий князь Михаил Павлович.
В 1849 году после смерти Михаила Павловича главным начальником военно-учебных заведений на несколько недель стал генерал от инфантерии Карл Клингенберг, а с 19 сентября 1849 года — 31-летний цесаревич Александр Николаевич.
24 марта 1859 года школа была переименована в Николаевское училище гвардейских юнкеров. В связи с упразднением в Русской армии звания подпрапорщика оно исчезло из названия, а Николаевским назвали в память основателя императора Николая I, скончавшегося в 1855 году. Учащиеся получили на погоны вензель императора.
В 1864 году школа преобразована в Николаевское кавалерийское училище, которое с 1839 года и до конца своего существования располагалось в здании по адресу Лермонтовский (Ново-Петергофский) проспект, дом 54.
В 1890 году при училище сформирована казачья сотня — так называемая Царская сотня.
В 1907 году начальник училища генерал-майор Л. В. Де-Витт выступил с инициативой установить в Санкт-Петербурге на Ново-Петергофском проспекте перед зданием училища памятник М. Ю. Лермонтову, который был выпускником училища. 1 октября 1913 года состоялась церемония закладки памятника.
При А. Ф. Керенском руководство училища умышленно тянуло время, и присяга Временному Правительству так и не была принята. Чтобы не отдавать свой штандарт согласно приказу Временного Правительства, два юнкера и сменный офицер Шмидт его похитили и увезли в Киев, после чего поставили в известность начальника. В октябре 1917 году училище было расформировано.

### Во время Гражданской войны и в эмиграции

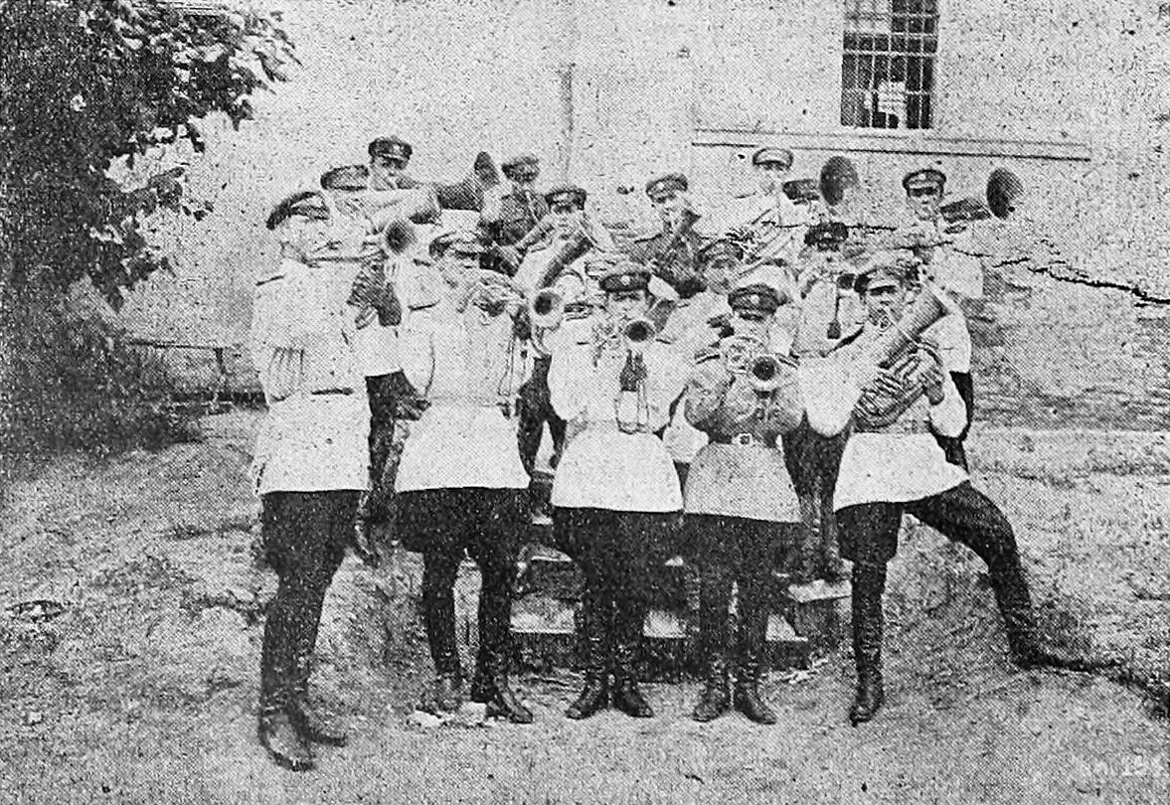
Последние юнкера училища в Югославии.

Последний начальник училища генерал Я. С. Сулейман-Улановский (1866—1966) во время Гражданской войны добивался от командования ВСЮР возрождения училища, для чего даже слал телеграммы адмиралу А. В. Колчаку. Большинство преподавателей, не желая расставаться со своими семьями, отказалось уезжать на Дон. 60 бывших юнкеров появились в Добровольческой армии и по плану Сулейман-Улановского должны были составить старший курс возрожденного училища. Задержка с восстановлением училища привела к тому, что большинство бывших юнкеров погибло в составе Добровольческой армии.
В июле 1921 году училище было возрождено в Галлиполи на основе существовавшего в Крыму Учебного кавалерийского дивизиона. Юнкером Сергеем Соловьевым был также восстановлен рукописный журнал «Школьная Заря», в котором записывались воспоминания юнкеров и делались карикатуры на преподавательский состав. В декабре 1921 года на пароходе «Керасунд» училище было эвакуировано в г. Белая Церковь (Югославия), где действовало до 1923 года и произвело 4 выпуска (5 ноября 1922 года, 12 июля и 2 сентября 1923 года, перед закрытием — выпуск эстандарт-юнкеров, произведенных в корнеты 7 марта 1924 года) — всего 357 человек. Начальник — генерал-лейтенант А. В. Говоров. В эмиграции с 1921 года под председательством генерала Е. К. Миллера было образовано Общество бывших выпускников Николаевского кавалерийского училища с центром в Париже. При Обществе существовала специальная историческая комиссия и музей, в котором собирались все сведения о выпусках, фотографии и всё, что имело отношение к истории училища. Общество выпускало для своих членов специальный уменьшенный знак для ношения на гражданском костюме.
В настоящее время в здании училища в Санкт-Петербурге располагается лицей №280 имени М. Ю. Лермонтова, открывшийся в 2024 году. Многим помещениям был возвращен исторический облик: например, отреставрирован храм сошествия Святого Духа. При школе действует музей истории. В 2014 году после сноса здания соседней мебельной фабрики открылся вид на домовую церковь училища с барельефом (скульптор И. В. Крестовский) на фасаде. Это рельефное изображение Георгия Победоносца и ангелов, над ними — щиты с датами: 1914, 1917.

## Начальники училища
В Санкт-Петербурге
- 1823—1831 — П. П. Годейн
- 1831—1843 — К. А. Шлиппенбах
- 1843—1863 — А. Н. Сутгоф
- 1863—1865 — Я. Ф. Сиверс
- 1865—1873 — М. А. Таубе
- 1874—1878 — В. Ф. Винберг
- 1878—1890 — А. А. Бильдерлинг
- 1890—1895 — Е. Е. Рынкевич
- 1895—1899 — П. А. Плеве
- 1899—1903 — П. А. Машин
- 1903—1905 — Ф. Ф. Грязнов
- 1905—1910 — Л. В. Де-Витт
- 1910—1912 — Е. К. Миллер
- 1912—1917 — М. К. Марченко
- 1917      — Я. С. Сулейман-Улановский (Я. С. Уляновский)

В Белой Церкви, Югославия
- Нач. 1920-х — А. В. Говоров
- 1924—1926 — И. И. Чекатовский

## Устройство и учебная программа
С момента создания и до Февральской революции на службу в Николаевское кавалерийское училище принимали только потомственных дворян — преподавателей и юнкеров. Изначально определённых стандартов среднего образования для поступления в училище юнкером рядового звания не существовало. Впоследствии в училище принимались наиболее успешные выпускники кадетских корпусов: необходимо было иметь не менее 9 баллов по наукам и 8 баллов за поведение.
В училище готовили офицеров как для регулярной кавалерии, так и для казачьих войск. С 1890 года юнкера училища были административно поделены на эскадрон и сотню: 250 юнкеров в эскадроне, 120 — в сотне.
Курс обучения был двухгодичным, и его конечной целью была подготовка выпускников к полковой кавалерийской службе. Основными учебными предметами были тактика, военное дело, топография, военная администрация, иппология, артиллерия, фортификация, право, гигиена и черчение, из общеобразовательных предметов преподавались Закон Божий, русский, французский и немецкий языки, математика, механика, география, физика, химия, история, экономика, государствоведение и психология.
По окончании обучения юнкера эскадрона выпускались корнетами в гвардейскую и армейскую кавалерию, а юнкера сотни — хорунжими в казачью. Существовала возможность сдать экзамены за курс училища экстерном.
С 1864 года выпуск проводился после летнего лагерного сбора, так как один лагерный сбор (после 1-го курса) был признан недостаточным. Первое время лучших выпускников направляли в артиллерию и инженерные войска, но вскоре выпуск в эти рода войск из общевойсковых училищ был прекращен.

### Система оценок
Знания оценивались по 12-балльной системе. Набравшие не ниже 9 баллов могли служить в гвардии, получившие средний балл ниже 9 баллов могли выйти только в армию. Отметка ниже 6 баллов по любому предмету считалась неудовлетворительной. Получивший 5 баллов — проваливался.

### Форма и вооружение
Форма юнкеров эскадрона, утверждённая Александром III
Повседневная: алая бескозырка с черными кантами, защитный китель, синие рейтузы с красным кантом при высоких хромовых сапогах и шпорах. Шашка, портупея и пояс надевались поверх кителя и серой, светлого тонкого сукна, шинели.
Парадная: мундир и кивер драгун наполеоновского времени с андреевской гвардейской звездой, чёрный мундир с красным лацканом, красно-чёрный пояс и длинные брюки-шоссеры с красными генеральскими лампасами при ботинках с прибивными шпорами, белая гвардейская портупея шашки и белые замшевые перчатки.
Вооружение эскадрона: шашки и винтовки драгунского образца.
Форма казачьей сотни:

Со времени учреждении сотни юнкера носили форму своих войск и полков.
С 1907 года: китель с серебряным прибором и синие казачьи шаровары с красными лампасами и белым гвардейским снаряжением (пояс и портупея).
Вооружение казачьей сотни: казачий карабин без штыка, пика, шашка донского казачьего образца.

### Традиции
Николаевское кавалерийское училище, в память о прошлом именовашееся «Славной школой» или просто Школой, славилось своими традициями, так называемым цуком.
При поступлении в училище каждый мог выбрать вид службы: «по славной ли училищной традиции, или по законному уставу?».
Училища, или как y нас принято было говорить— «в славной Школе», вел к строжайшей дисциплине и молодцеватости. Считалось, что кавалерист должен быть — лихой, ловкий, воспитанный в чисто воинском духе.

Подход к этому, издавна, велся в строгой субординации и точном подчинении не только начальству, но и старшим нашим товарищам — юнкерам старшего курса. Младший курс должен был видеть в них — свое ближайшее начальство. Младший курс считался еще не проникшимся воинским кавалерийским духом, юнкера коего назывались «сугубыми зверьми». Они должны были слушатъ и повиноваться юнкерам старшего курса, кои наставляли их в установленных в Школе традициях.
 — Воспоминания генерал-лейтенанта Свечина М. А. (16 мая 1876, Санкт-Петербург — 15 апреля 1969, Ницца) о Николаевском кавалерийском училище.
«По уставу» — выбрав службу по уставу, юнкер был избавлен от цука, но к нему переставали относиться как к товарищу. Его называли «красным» и бойкотировали, никто с ним не разговаривал. С ним поддерживали лишь чисто служебные официальные отношения. Однако самым существенным было то, что такого «красного» по окончании училища никогда бы не принял в свою офицерскую среду ни один гвардейский полк, ибо в каждом полку были выходцы из Школы, всегда поддерживавшие связь с родным училищем, а потому до их сведения доходило, кто из новых юнкеров — «красный». «Красный» юнкер был очень редким явлением.
«По славной училищной традиции» — служба «по традиции» подразумевала полное подчинение младших (1-й год обучения) старшим (2-й год обучения), но регулировалась исторически сложившимися правилами.
Юнкера младшего курса с момента появления в училище назывались «сугубыми зверями» и поступали в полное распоряжение старшего курса. В Школе были разные лестницы для старших («корнетов») и младших («зверей») юнкеров, из четырёх дверей, ведших в спальни эскадрона, где юнкера располагались повзводно, две были «корнетскими», равно как и половина зеркал-трюмо, там стоявших. Пользоваться ими младший курс не имел права. То же самое относилось и к курилке, где на полу имелась борозда, по преданию проведенная шпорой Лермонтова и потому именовавшаяся «Лермонтовской», за которую «зверям» доступ был запрещен.
Классика «цука»:
- приседания, выполнявшиеся во всех углах и при всех случаях для развития «шлюсса» и «шенкелей»
- бесчисленные повороты направо, налево и кругом, чтобы довести «отчётливость» до совершенства
- старший мог задать младшему любой вопрос в любое время суток, например: «Молодой, пулей назовите имя моей любимой женщины», или «Молодой, пулей назовите полчок, в который я выйду корнетом», — «зверь» обычно отвечал на эти вопросы безошибочно, так как обязан был знать назубок как имена женщин, любимых старшими, так и полки, в которые старшие намеревались поступить.
- «Молодой, пулей расскажите мне про бессмертие души рябчика», — командовал старший. И молодой, вытянувшись стрункой, рапортовал: «Душа рябчика становится бессмертной, когда попадает в желудок благородного корнета».

Регулирование взаимоотношений:
Согласно обычаю, «корнеты» не имели права задевать личного самолюбия «молодого».
Юнкер первого года обучения был обязан выполнить беспрекословно всё то, что выполняли до него юнкера младшего курса из поколения в поколение. Однако имел право обжаловать в «корнетский комитет» то, в чём можно усмотреть «издевательство над его личностью», а не сугубым званием «зверя».
За этим строго следил «корнетский комитет» (возглавляемый выборным председателем), куда входили все юнкера старшего курса. Председатель корнетского комитета являлся верховным блюстителем и знатоком традиций Школы, компетенция его была неоспорима.
«Корнеты» не имели права с неуважением дотронуться хотя бы пальцем до юнкера младшего курса, уж не говоря об оскорблении. Это правило никогда не нарушалось ни при каких обстоятельствах.
За столкновения между собой юнкеров младшего курса с применением кулачной расправы и взаимных оскорблений обе стороны подлежали немедленному отчислению из училища независимо от обстоятельств, вызвавших столкновение.
В течение трёх лет при генерале Марченко руководство пыталось искоренить «цук», для чего запрещалось общаться старшему и младшему курсу, двери между помещениями закрывались на замки. Назначенный при Временном Правительстве новый начальник училища генерал Сулейман-Улановский старые «традиции», то есть «цук», полностью восстановил.